# Frank Forelli
Frank John Forelli, Jr. (San Diego, 8 de abril de 1932 – Madison, Wisconsin, 5 de setembro de 1994) foi um matemático estadunidense, especialista em análise funcional de funções holomorfas.
Forelli obteve o bacharelado na Universidade da Califórnia em Berkeley e três anos depois, como oficial da Marinha dos Estados Unidos, retornou a Berkeley, onde obteve em 1961 um Ph.D., orientado por Henry Helson, com a tese Marcel Riesz's theorem on conjugate functions. Em 1961 Forelli passou a integrar a faculdade da Universidade do Wisconsin-Madison, onde permaneceu o resto de sua carreira.
O principal foco de suas pesquisas foram as propriedades da funções holomorfas. Em particular, usou métodos de espaços de Hilbert aplicados a valores de contorno de tais funções. Suas contribuições à área foram reconhecidas no início de sua carreira por um convite para apresentar uma 
palestra no Congresso Internacional de Matemáticos em Nice (1970).

## Publicações selecionadas
- «The Marcel Riesz theorem on conjugate functions». Trans. Amer. Math. Soc. 106: 369–390. 1963. MR 0147827. doi:10.1090/s0002-9947-1963-0147827-3
- «Invariant subspaces in L1». Proc. Amer. Math. Soc. 14: 76–79. 1963. MR 0144196. doi:10.1090/s0002-9939-1963-0144196-5
- «Analytic measures». Pacific J. Math. 13 (2): 571–578. 1963. MR 0157193. doi:10.2140/pjm.1963.13.571
- «Analytic and quasi-invariant measures». Acta Math. 118: 33–59. 1967. MR 0209771. doi:10.1007/bf02392475
- «Uniqueness of representing measures». Proc. Amer. Math. Soc. 47. 431 páginas. 1975. MR 0355474
- «A necessary condition on the extreme points of a class of holomorphic functions». Pacific J. Math. 73 (1): 81–86. 1977. MR 0466630. doi:10.2140/pjm.1977.73.81
- «A necessary condition on the extreme points of a class of holomorphic functions. II.». Pacific J. Math. 92 (1): 277–281. 1981. MR 618065. doi:10.2140/pjm.1981.92.277
- «A note on ideals in the disc algebra». Proc. Amer. Math. Soc. 84: 389–392. 1982. MR 640238. doi:10.1090/s0002-9939-1982-0640238-0
- «Uniqueness of representing measures». Proc. Amer. Math. Soc. 93: 507–508. 1985. MR 774013. doi:10.1090/s0002-9939-1985-0774013-6